# Goujiaquan
Goujiaquan (勾枷拳, pugilato a modello di giogo,  o卷枷拳, Juanjiaquan, Pugilato del sollevare il giogo) è uno stile di arti marziali cinesi classificabile come Nanquan. Il nome dello stile deriva dal gergo dell'area di Chaoshan (潮汕). 